# Kollegiatstifts-Kreuzgang (Altötting)
Der Kollegiatstifts-Kreuzgang in Altötting ist der Kreuzgang des ehemaligen Kollegiatstifts und schließt südseitig direkt an die Stiftspfarrkirche St. Philipp und Jakob an.

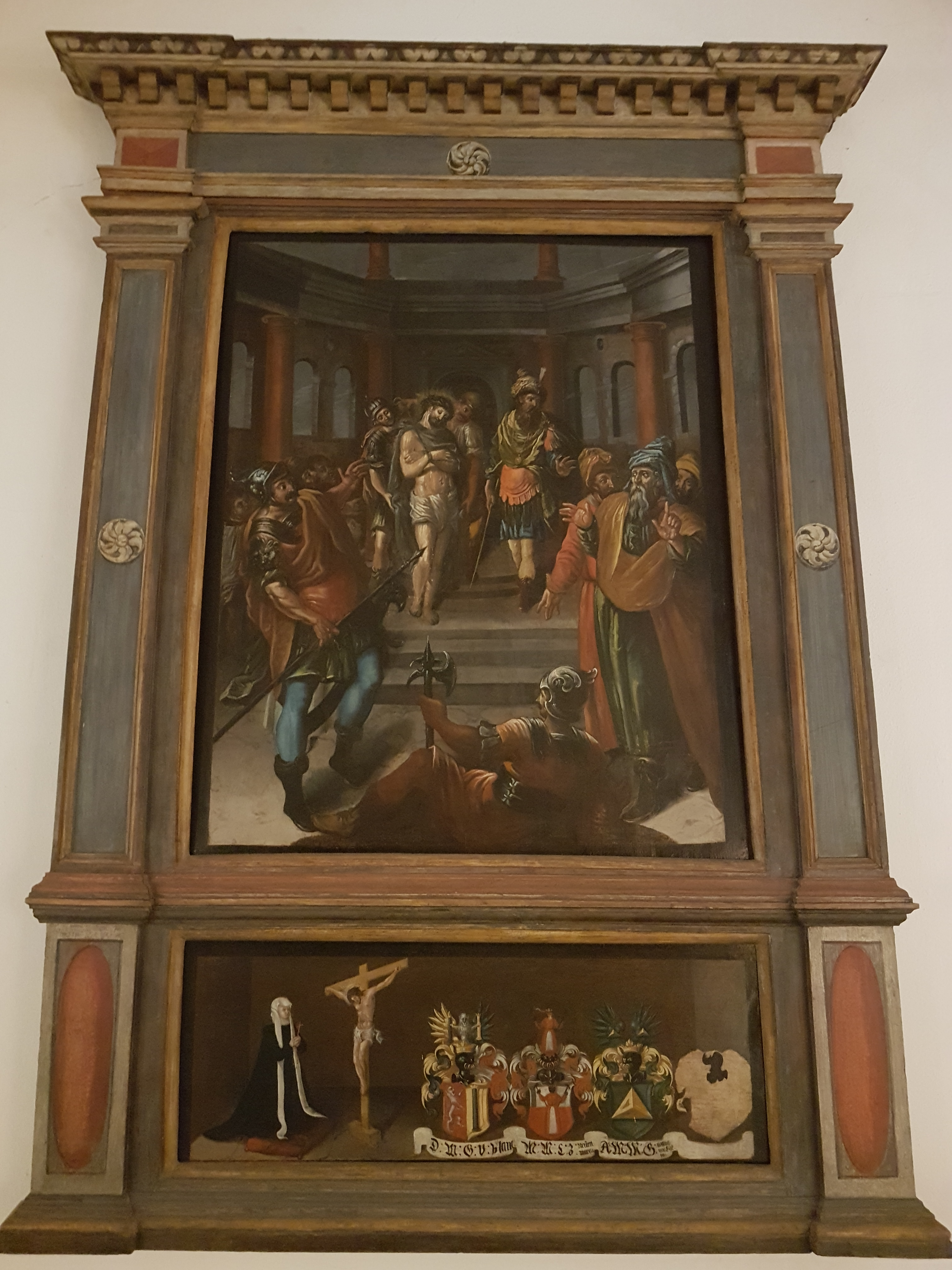
Renaissance-Tafelbild im Kreuzgang

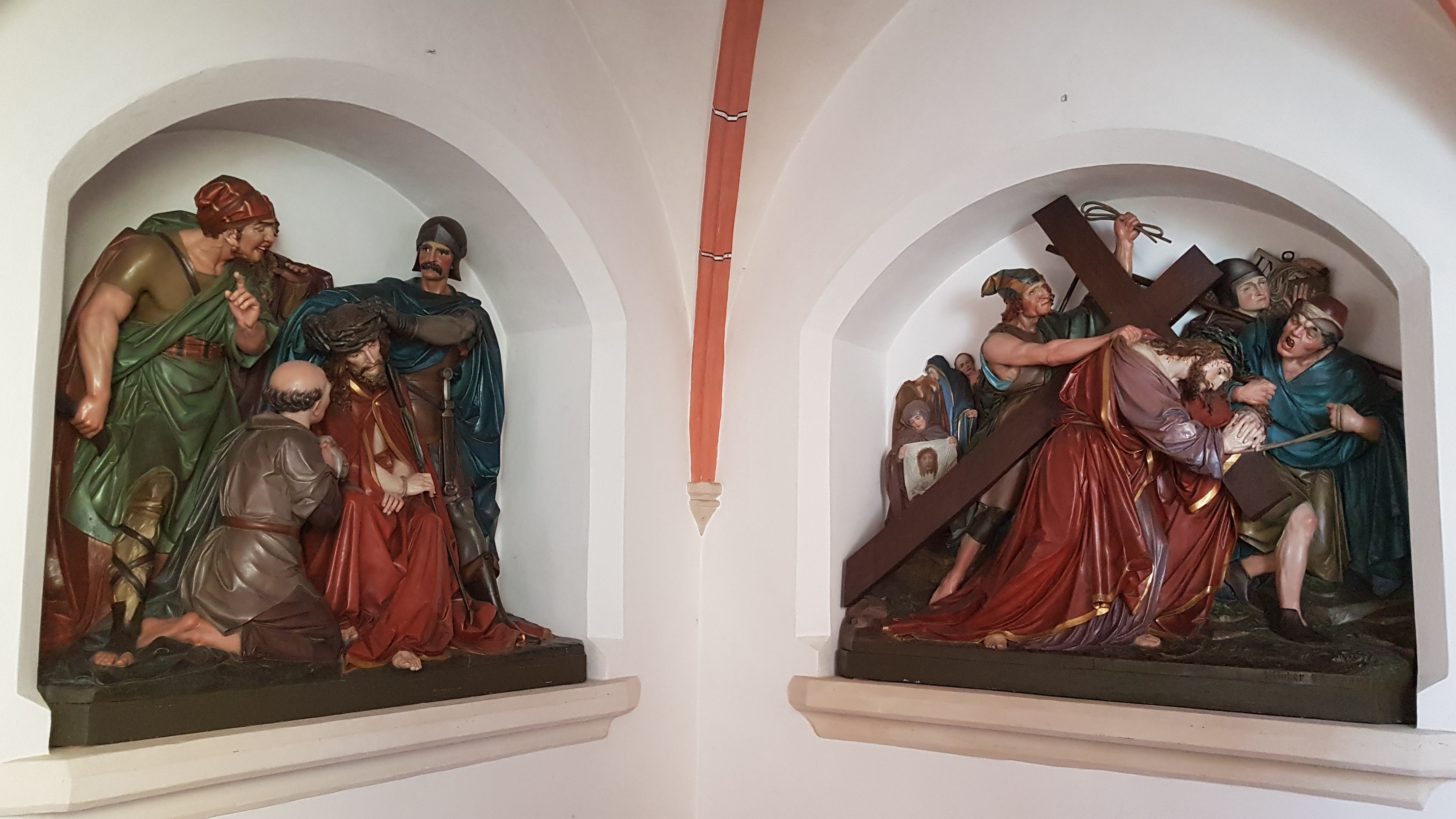
Kreuzweg-Plastiken

## Geschichte und Anlage
Der Kreuzgang wurde bereits für die spätromanische Basilika des 13. Jahrhunderts angelegt, das heutige Bauwerk, speziell die Einwölbung, stammt jedoch zum größten Teil aus der ersten Hälfte des 15. Jahrhunderts. Die Ornamentik der wiederverwendeten Kelch-Kapitelle weist auf die Salzburger Schule hin. Der Kreuzgang war wohl durch Fenster, die mit Säulen in Bögen unterteilt waren, zum Innenhof geöffnet. Der Kreuzgang ist kreuzrippengewölbt. In die Wände sind zahlreiche Grabsteine ehemaliger Stiftskanoniker und Stiftsbediensteter eingelassen. Die zahlreichen Tafelgemälde aus der Zeit vom 16. bis zum 20. Jahrhundert sowie die in Nischen eingelassenen vollplastischen Kreuzwegbilder (vor 1900) gehören ebenfalls zur wertvollen Ausstattung. An den Kreuzgang sind vier Kapellen (unter anderem die Tillykapelle) angebaut, die nur durch ihn zugänglich sind. Ursprünglich grenzte südseitig an den Kreuzgang das Gebäude der Stiftschule an.

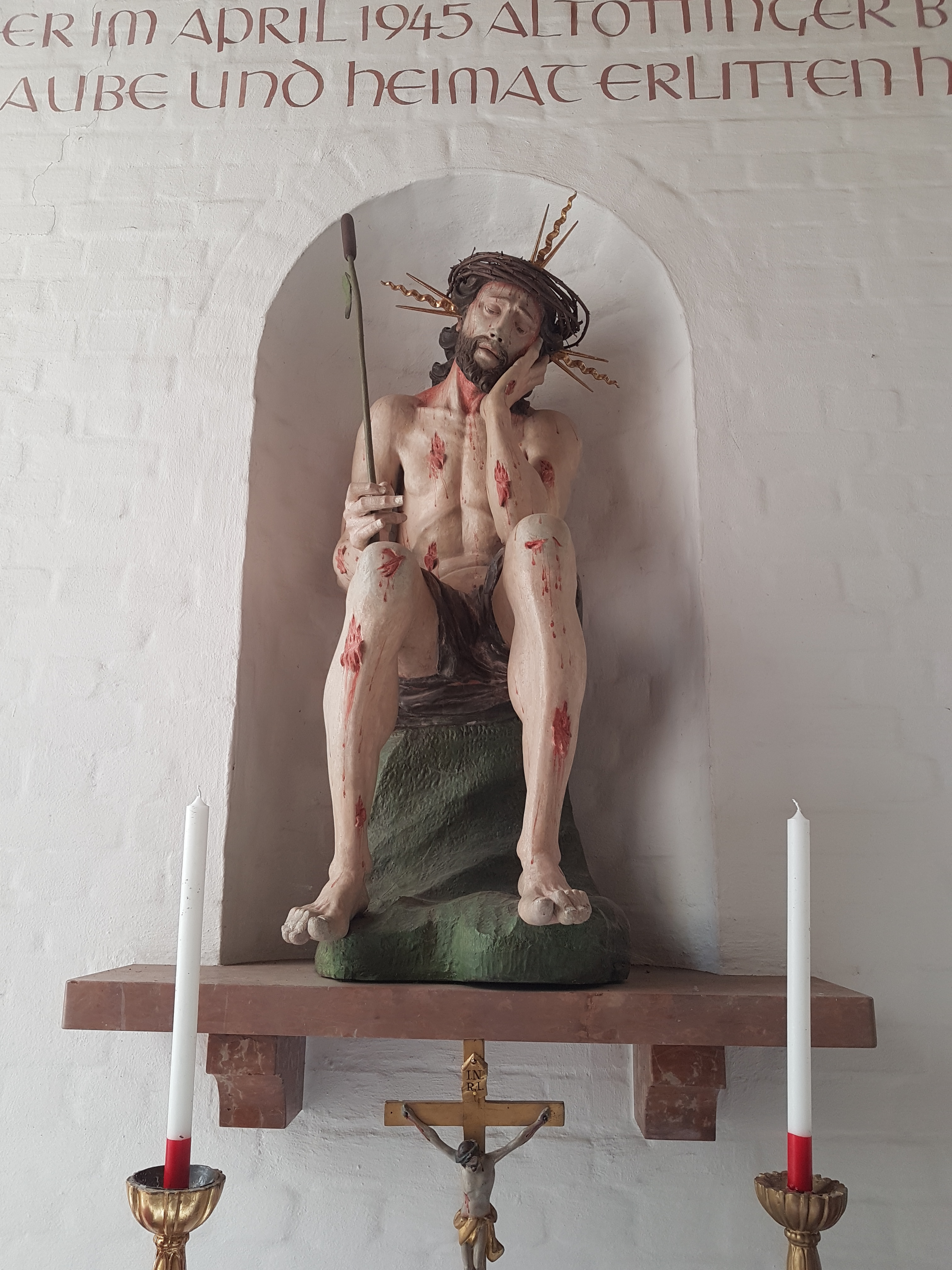
Altarwand der Rastkapelle

### Rastkapelle
Diese Kapelle wurde erst 1959 geschaffen und erinnert an die Bürgermorde von Altötting am 28. April 1945, bei denen Adam Wehnert, Josef Bruckmayer, Hans Riehl, Monsignore Adalbert Vogl und Martin Seidel von der SS erschossen wurden, während Landrat Josef Kehrer und Bürgermeister Karl Lex nach offizieller Darstellung Selbstmord begingen. Die lebensgroße Altarplastik zeigt eine Darstellung von Christus in der Rast.

### Sebastianskapelle
Die dem Südportal der Stiftspfarrkirche gegenüberliegende Sebastianskapelle von 1682 ersetzte einen spätgotischen Vorgängerbau. Den ovalen Bau errichtete Christoforo Domenico Zuccalli, an dessen Wänden befinden sich einige Ölgemälde und Marmortafeln mit den Namen verstorbener Pröpste, Dekane und Kanoniker. In den neubarocken Hochaltar (1932) ist die Pflege des Hl. Sebastian (1690) vom Münchener Hofbildhauer Andreas Faistenberger, die aus dem alten Altar erhalten geblieben ist, eingefügt. In der Kapellenmitte führt eine Treppe zur Stiftskanoniker-Gruft, die 1932 geschaffen wurde.

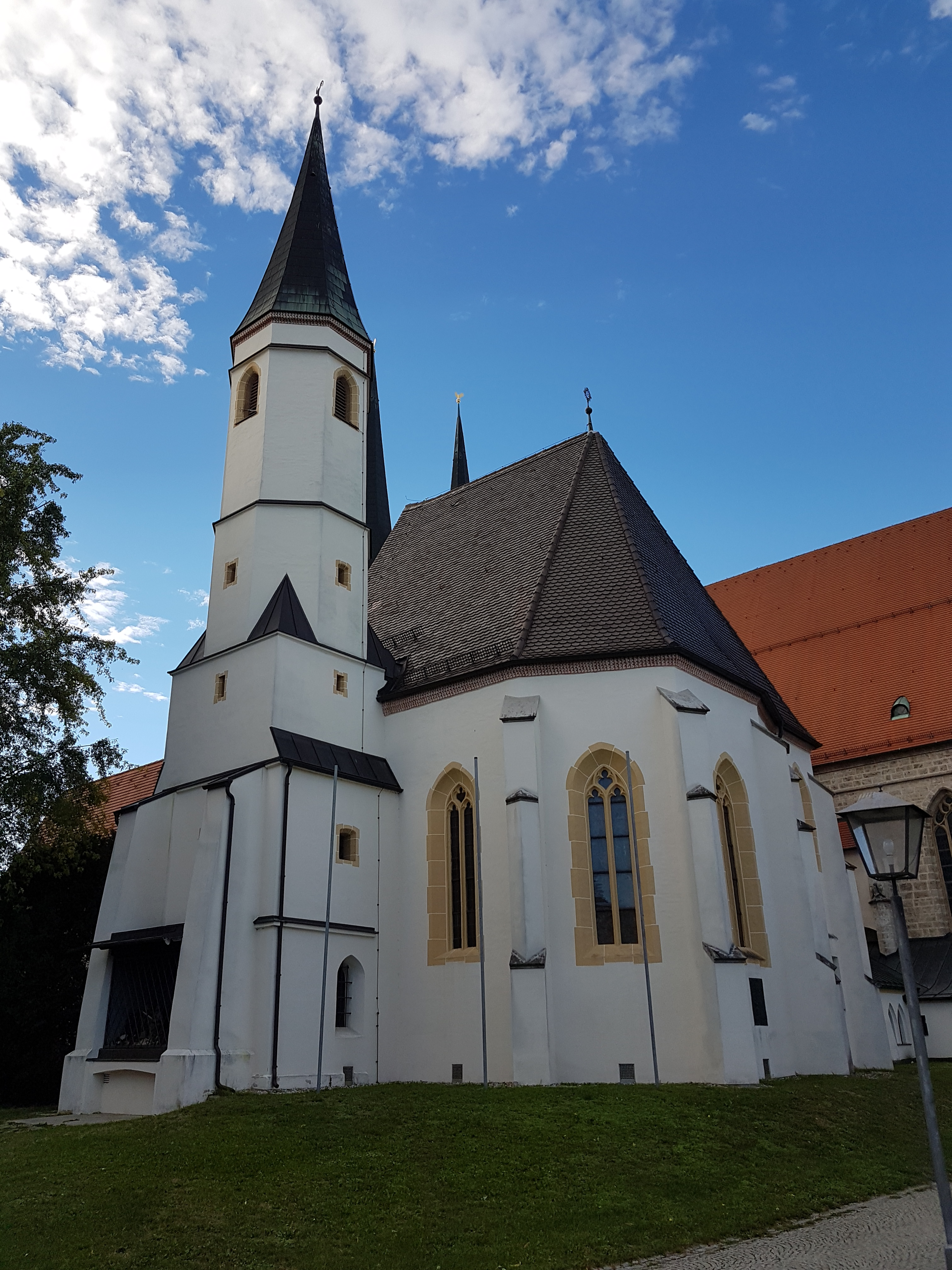
Tillykapelle (Außenansicht)

### Tillykapelle
Um 1420 wurde die Kapelle als Peter- und Paulskirchlein an der Südostecke des Kreuzgangs erbaut. Sie ist Teil einer reizvollen Doppelanlage mit zwei Chören, südlich die Tillykapelle und nördlich angebaut ein Zweigeschossbau (unten der ehemalige Karner und oben die Sieben-Schmerzen-Kapelle). Das von Hans Ponhaymer 1425 gestiftete Glasfenster zählt zu den besten erhaltenen der südostbayerischen Spätgotik. Die Kapelle besitzt einen frühbarocken von Hans Pernegger 1643 geschaffenen Kreuz-Hochaltar. Weitere Ausstattungsstücke sind unter anderem zwei Ölgemälde (Gastmal bei den Pharisäern und Graf Tilly-Porträt). Im kleinen Nebenraum im Turmerdgeschoss werden Reliquien aufbewahrt.

#### Tillygruft
Der kaiserliche Feldherr Johann T’Serclaes von Tilly wollte nach eigenem Wunsch in der Gnadenkapelle bestattet werden; da dies rechtlich nicht möglich war, wurde er 1632 nach seinem Tod zunächst in Ingolstadt beigesetzt. 1642 wurde das Peterskirchlein der Familie Tilly als Grablege angeboten. 1652 waren die Arbeiten zur Schaffung einer Gruft abgeschlossen und der Feldherr konnte hierher umgebettet werden. In den Särgen links und rechts neben ihm sind sein Neffe Werner und dessen Familie bestattet.

### Sieben-Schmerzen-Kapelle
Die oberhalb neben der Tillykapelle liegende und über eine steile Treppe vom Kreuzgang erreichbare Kapelle wurde am 28./29. September 1511 geweiht. Das Langhaus ist netzrippengewölbt und der Chor ist im Barockstil stuckiert. Neben einem Rokoko-Altar sind vor allem bemerkenswerte Tafelgemälde des späten 15. und frühen 16. Jahrhunderts hervorzuheben (zumeist Epitaphien von Altöttinger Stiftsherren).

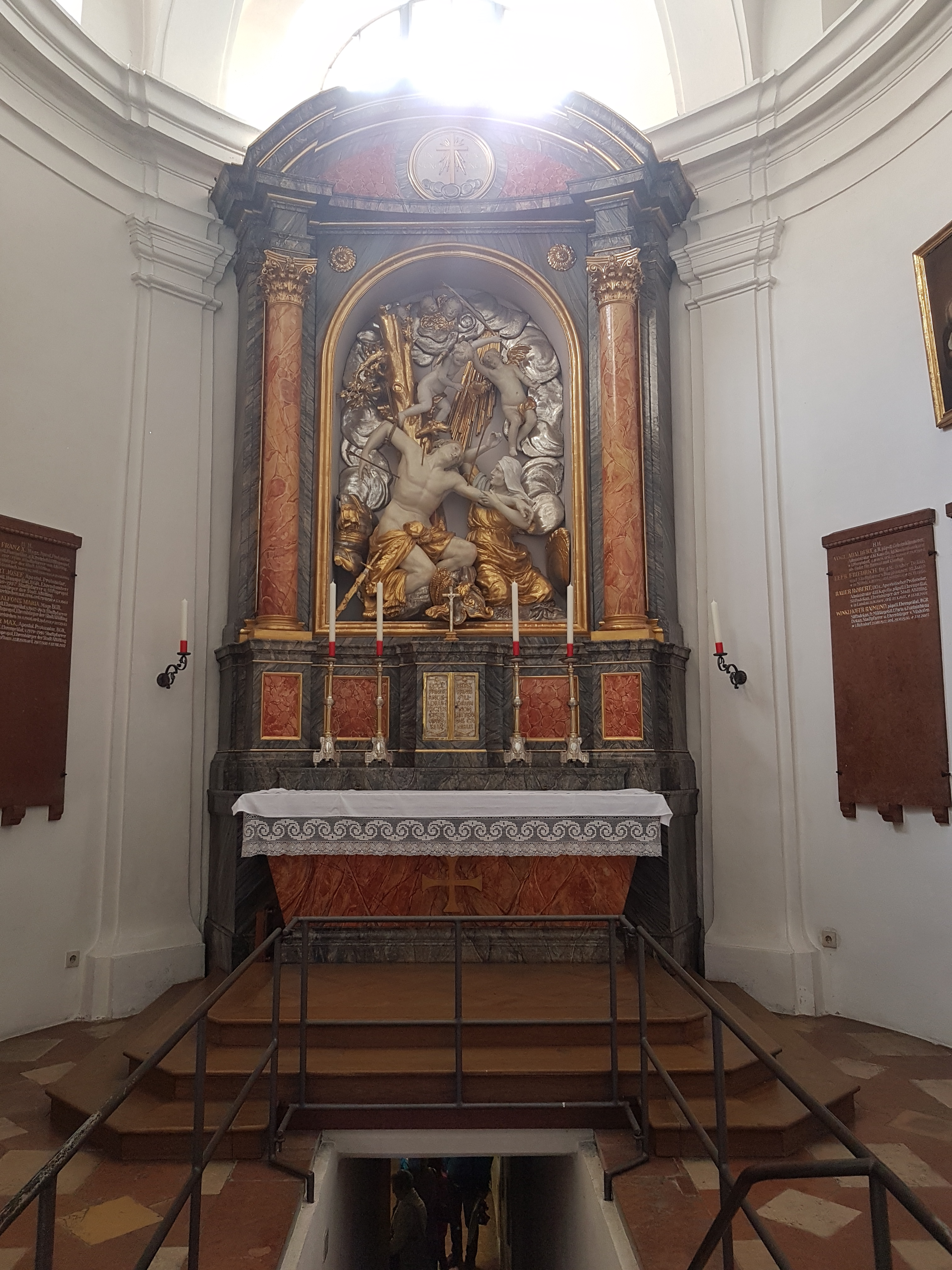
Sebastianikapelle mit Abgang zur Stiftskanoniker-Gruft
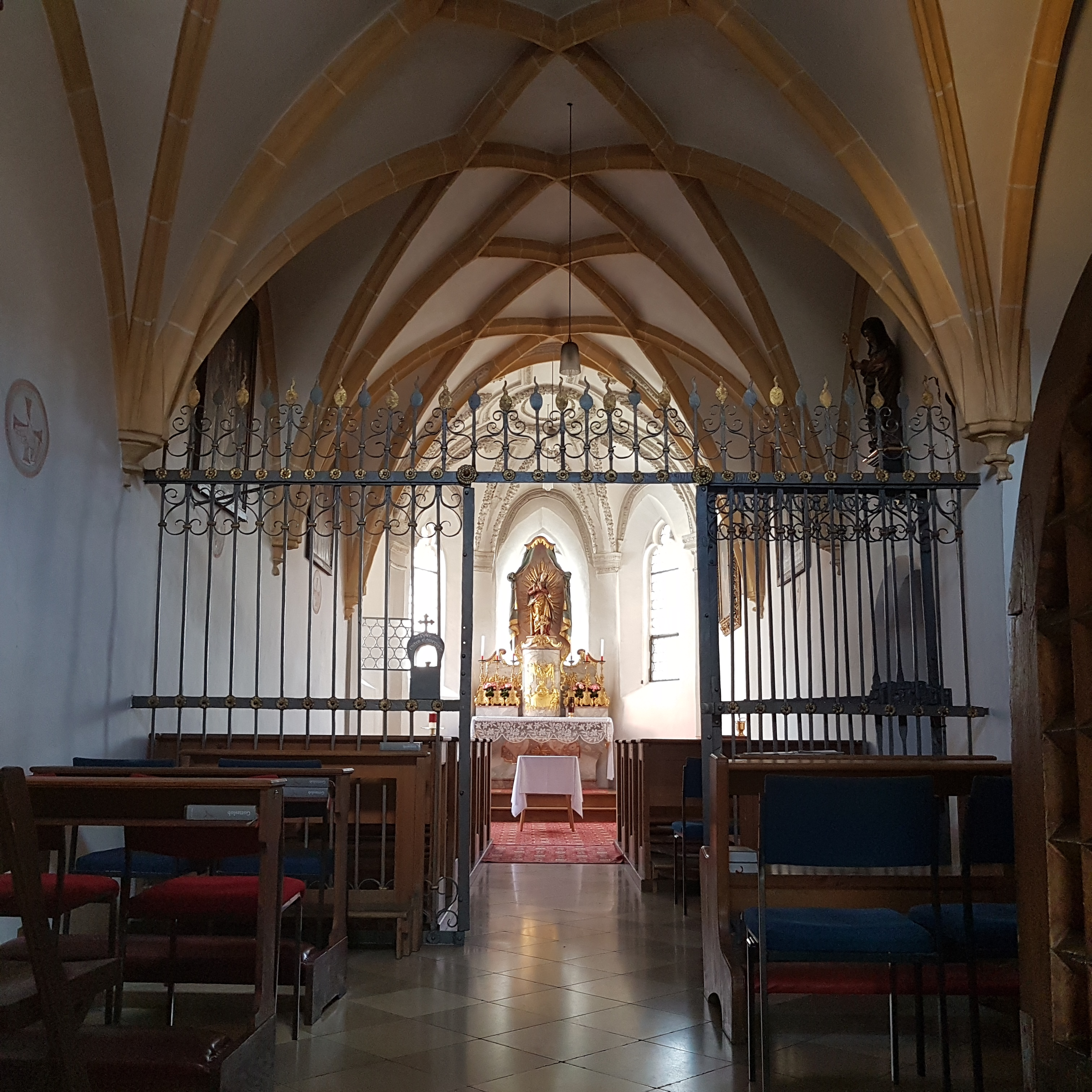
Sieben-Schmerzen-Kapelle innen
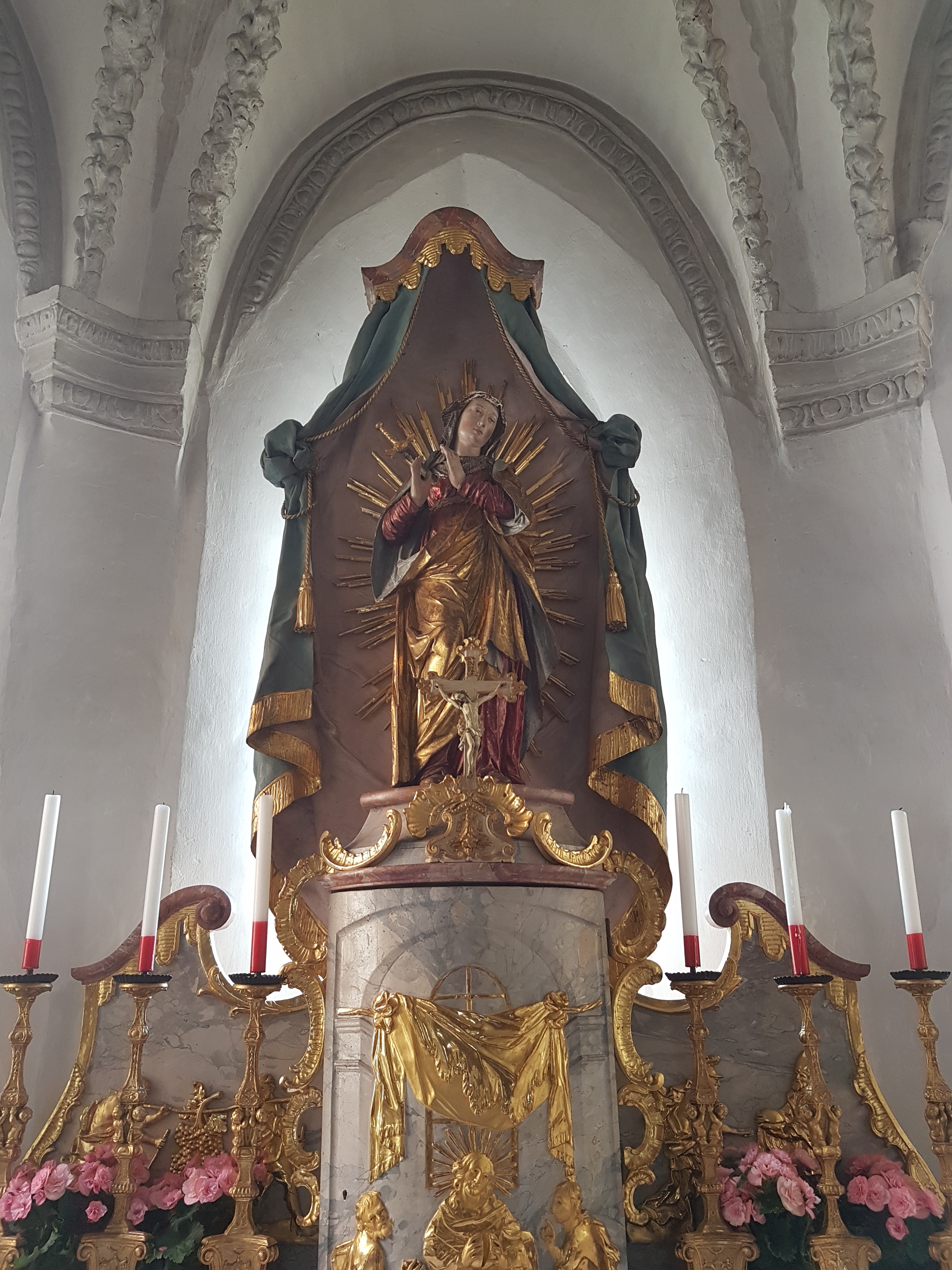
Altar der Sieben-Schmerzen-Kapelle
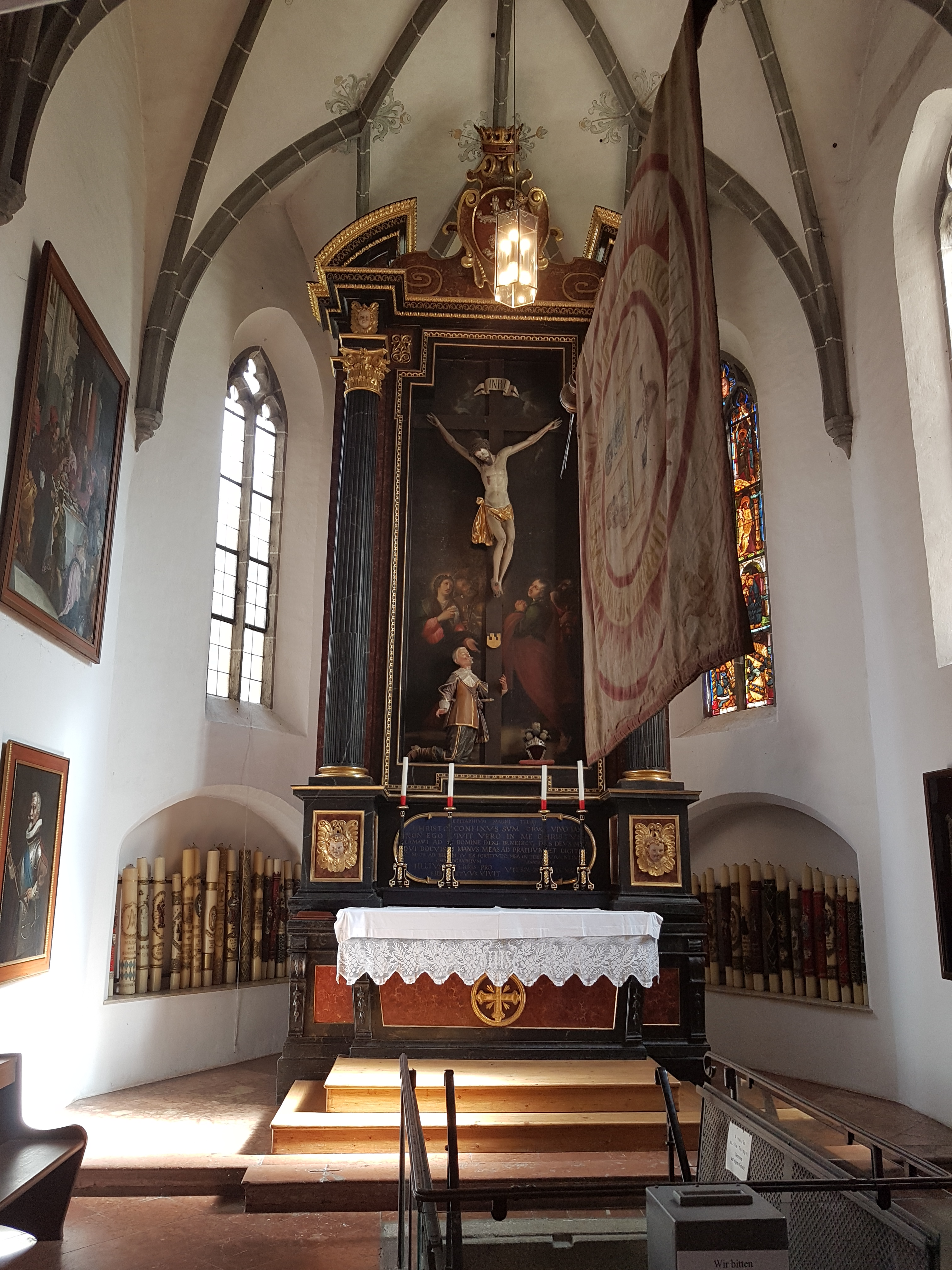
Tillykapelle innen
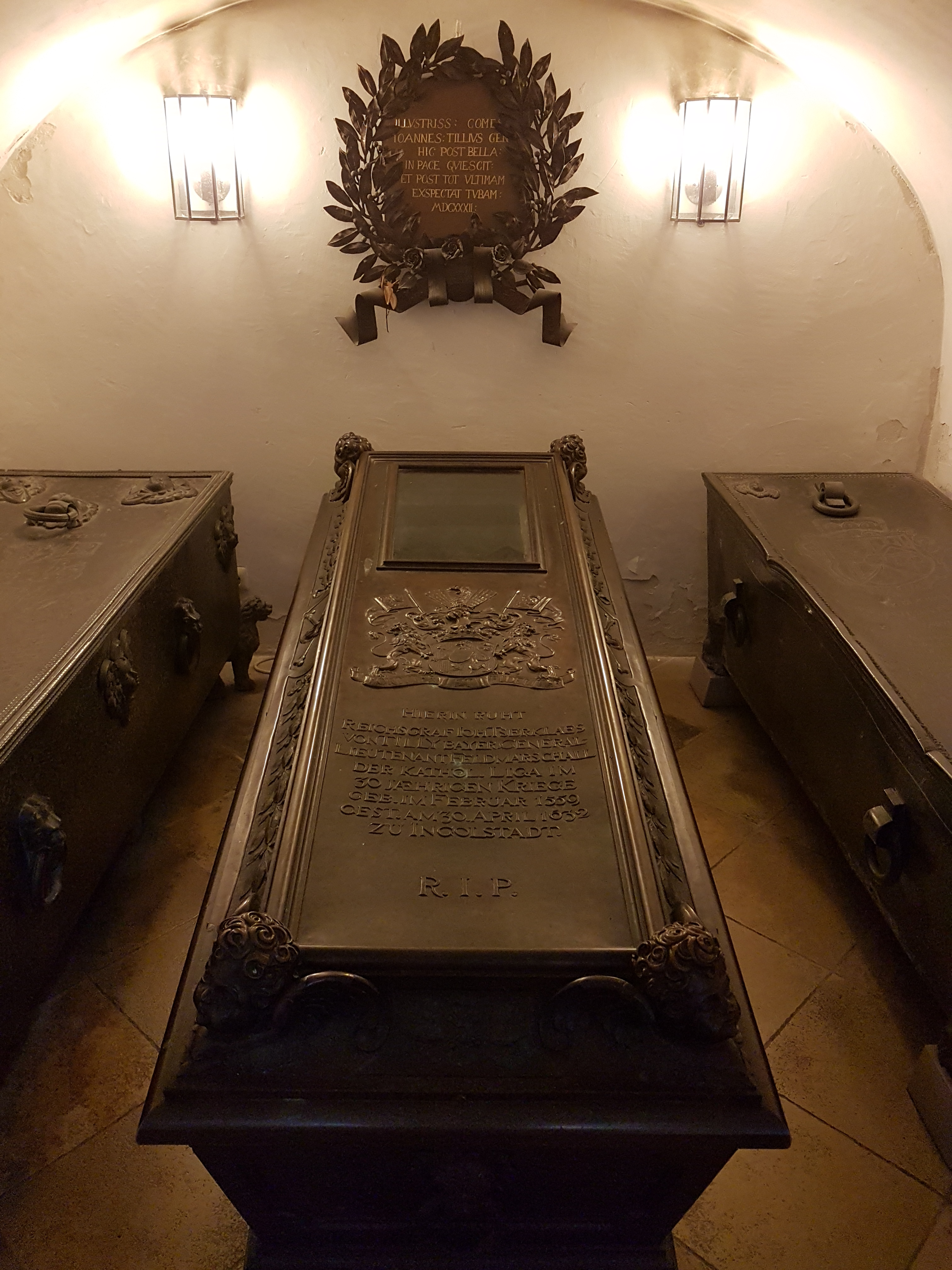
Särge in der Tillygruft